# КонсультантПлюс
Консульта́нтПлю́с — кроссплатформенная справочная правовая система, разработанная в России. Первоначально разработку системы осуществляло Научно-производственное объединение «Вычислительная математика и информатика» (НПО «ВМИ»), отвечавшая за разработку системы «Гарант (справочно-правовая система)». Первая версия системы была выпущена в 1992 году.
На официальном сайте разработчик предоставляет возможность работы с некоммерческой интернет-версией — сокращенной версией коммерческих систем. КонсультантПлюс ежегодно выпускает ограниченные бесплатные версии своей системы для вузов, школ и т. д. (до осени 2019 г. диски «Высшая школа» и «Средняя школа», с осени 2019 г. Онлайн-версия КонсультантПлюс: Студент и бесплатный архив КонсультантПлюс: Средняя школа). Поставляемая вместе с этими версиями документация зачастую неправомерно называется учебным пособием (например, «Введение в правовую информатику»), но при этом служит лишь для обучения пользователя работе с интерфейсами конкретной программы «КонсультантПлюс». 
Распространяется через сеть региональных информационных центров.